# Sofía Otero
Sofía Otero Labrador (Barakaldo, 31 marzo 2013) è un'attrice spagnola di origine basca.
Ha recitato da attrice protagonista in 20.000 especies de abejas, che le è valso l'Orso d'argento 2023 alla migliore interpretazione da protagonista al 73º Festival internazionale del cinema di Berlino, risultando la persona più giovane a vincere il premio.

## Biografia
Otero nasce il 31 marzo 2013 a Barakaldo e vive a Basauri, in Spagna.
Debutta sul grande schermo quando la regista Estibaliz Urresola Solaguren la sceglie come protagonista per 20.000 especies de abejas dopo un'audizione alla quale hanno partecipato 500 ragazze. Il film racconta la storia di una ragazza transgender e del suo rapporto con la sua famiglia.
Nel 2024 Otero fa parte del cast della commedia di Martín Cuervo ¿Quien es quién?, remake del film francese del 2020 Le Sens de la famille.

## Filmografia

### Attrice

#### Cinema
- 20.000 especies de abejas, regia di Estibaliz Urresola Solaguren (2023)
- ¿Quién es quién?, regia di Hugo Martín Cuervo (2024)

#### Televisione
- Cuéntame cómo pasó, serie tv, 23ª stagione (2023)

## Riconoscimenti
- Festival internazionale del cinema di Berlino
  - 2023 – Orso d'argento per la miglior interpretazione da protagonista per 20.000 especies de abejas

- Festival internazionale del cinema di Guadalajara
  - 2023 – Premio Maguey al miglior cast per 20.000 especies de abejas[8]